# Bayreuthi őrgrófok listája
Az alábbi lista a Bayreuthi Őrgrófság (olykor Brandenburg–Kulmbach) uralkodóit tartalmazza.
| Uralkodó                                            | Uralkodott                            | Megjegyzés |
| --------------------------------------------------- | ------------------------------------- | --- |
| Hohenzollern-ház                                    |                                       | |
| III. János (*1369)                                  | őrgr.: 1398 – †1420. június 11.       | A Nürnbergi Várgrófság másik örököse a brandenburgi I. Frigyes mellett. Számozása a nürnberig várgrófokat követi. |
| I. Frigyes (*1371. szeptember 21.)                  | őrgr.: 1420 – †1440. szeptember 20.   | 1420-ban Bayreuthot is megörökölte. Brandenburgi választófejedelem 1415–1440.                                     |
| IV. (Alkimista) János (*1406)                       | őrgr.: 1440 – †1464. november 16.     | |
| Albert (Achilles) (*1414. november 9.)              | őrgr.: 1464 – †1486. március 11.      | Brandenburgi választófejedelem 1470–1484.                                                                         |
| Zsigmond (*1468. szeptember 27.)                    | őrgr.: 1486 – †1495. február 26.      | |
| II. Frigyes (*1460. május 8.)                       | őrgr.: 1495 – 1515, †1536. április 4. | |
| Kázmér (*1481. december 27.)                        | őrgr.: 1515 – †1527. szeptember 21.   | |
| Albert (Alcibiades) (*1522. március 28.)            | őrgr.: 1527 – 1553, †1557. január 8.  | |
| György Frigyes (*1539. április 5.)                  | őrgr.: 1553 – †1603. április 25.      | |
| Keresztély (*1581. január 30.)                      | őrgr.: 1603 – †1655. május 30.        | |
| Keresztély Ernő (*1644. augusztus 6.)               | őrgr.: 1655 – †1712. május 20.        | |
| György Vilmos (*1678. november 26.)                 | őrgr.: 1712 – †1726. december 18.     | |
| György Frigyes Károly (*1688. június 30.)           | őrgr.: 1726 – †1735. május 17.        | |
| III. Frigyes (*1711. május 10.)                     | őrgr.: 1735 – †1763. február 26.      | |
| Frigyes Keresztély (*1708. július 17.)              | őrgr.: 1763 – †1769. január 20.       | III. Frigyes nagybátya                                                                                            |
| Károly Sándor (*1736. február 24.)                  | őrgr.: 1769 – 1791, †1806. január 5.  | |
| 1791-ben a hercegség a Porosz Királyság része lett. |                                       | |

## Fordítás
- Ez a szócikk részben vagy egészben  a   Principality of Bayreuth című angol Wikipédia-szócikk fordításán alapul.  Az eredeti cikk szerkesztőit annak laptörténete sorolja fel. Ez a jelzés csupán a megfogalmazás eredetét és a szerzői jogokat jelzi, nem szolgál a cikkben szereplő információk forrásmegjelöléseként.

## Lásd még
- Poroszország és Brandenburg uralkodóinak listája
- Brandenburg–ansbachi őrgrófok listája